# Creem
Creem (ofta skrivet CREEM) var en amerikansk musiktidning, baserad i Detroit, vars huvudsakliga utgivning varade från 1969 till 1989.

## Historia
Tidningen utnämnde sig själv som "America's Only Rock 'n' Roll Magazine." Den publicerades första gången i mars 1969 av Barry Kramer och redaktören Tony Reay. Den inflytelserika kritikern Lester Bangs var tidningens redaktör från 1971 till 1976. Utgivningen upphörde 1989.
Tidningen är känd för att ha varit en tidig förespråkare för olika heavy metal, punkrock, new wave och alternativa band, särskilt band baserade i Detroit. Termen "punkrock" myntades i numret från maj 1971, i Dave Marshs Looney Tunes-spalt om Question Mark & the Mysterians. Ibland krediteras Creem även med att har skapat termen "heavy metal", vilken i själva verket hade använts tidigare, även om Creem hjälpte till att popularisera termen under hela 1970-talet.